# Messier 39
Messier 39 (NGC 7092) é um aglomerado estelar aberto na constelação Cygnus que provavelmente foi descoberto por Charles Messier em 1764.
Situa-se relativamente próximo à Terra, comparando com outros aglomerados abertos, a apenas 800 anos-luz de distância. Sua magnitude aparente é de 4,6, sendo visível a olho nu em um céu noturno com boas condições de observação.

## Descoberta e visualização
O crédito de sua descoberta não foi totalmente esclarecida. Sabe-se que o astrônomo francês Charles Messier descobriu independentemente o aglomerado, incluindo-o em seu catálogo em 24 de outubro de 1764. Entretanto, segundo Robert Burham, Jr., o objeto foi descoberto por Guillaume Le Gentil 14 anos antes. Peter Doig, citando John Ellard Gore, afirma que o aglomerado foi visto por Aristóteles, relatado em um de seus livros no ano de 325 a.C.
É mais bem observado com os mais fracos instrumentos ópticos, como binóculos ou lunetas, parecendo-e como uma nebulosa, devido ao seu diâmetro aparente de 32 minutos de grau, pouco mais do que o diâmetro da Lua Cheia. Em um céu noturno em boas condições, é possível visualisá-lo a olho nu. Com telescópios amadores de baixa magnificação, é possível ver suas três estrelas mais brilhantes formando um triângulo, com outras 25 estrelas mais fracas no seu interior. Algumas dessas estrelas estão arranjadas aos pares.

## Características

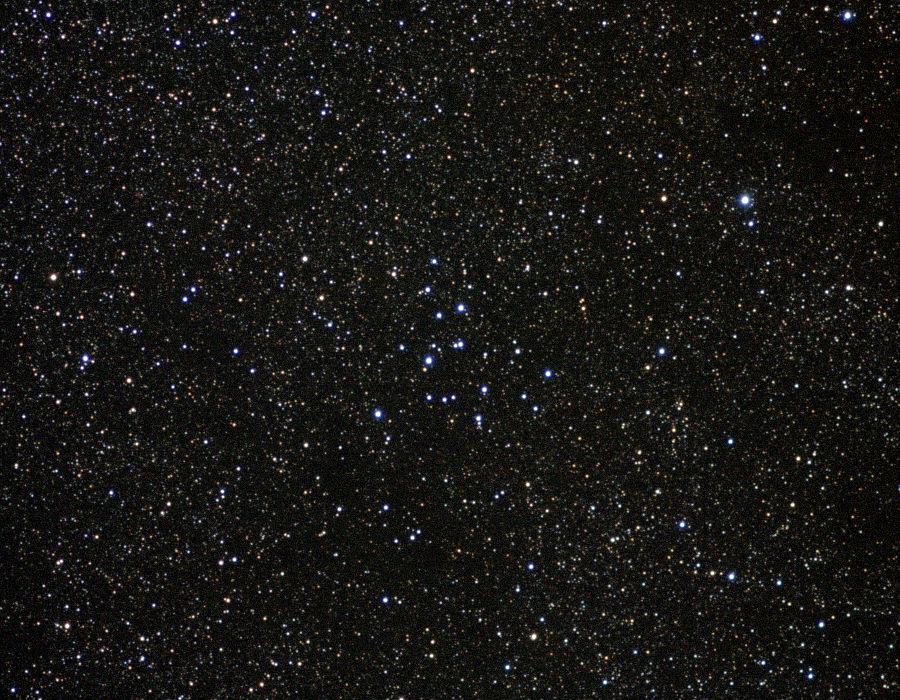
Messier, 39, Ole Nielsen

Está a uma distância de apenas 800 anos-luz em relação à Terra. Tem uma idade intermediária, entre 230 a 300 milhões de anos. Contém 30 estrelas confinadas em um volume com 7 anos-luz de diâmetro. Sua magnitude aparente é 4,6, correspondendo a uma magnitude absoluta de -2,5, ou seja, cerca de 800 vezes a luminosidade solar. Entretanto, seua magnitude aparente não é um ponto comum; Kennetyh Glyn Jones estima sua magnitude aparente em 5,2 e Don Machholz, John Malaas e Evered Kreimer em 5,4.
A estrela mais brilhante do aglomerado aberto tem uma magnitude aparente 6,83 e pertence à classe espectral A0. Todas as suas estrelas ainda permanecem na sequência principal, embora suas estrelas mais brilhantes estão para se tornar gigantes vermelhas. Está se aproximando radialmente do Sistema Solar a uma velocidade de 28 km/s, que corresponde a uma velocidade aparente na esfera celeste de 0,024 segundos de grau.
Segundo Woldemar Götz, o aglomerado pertence à classe III,2,m, de acordo com a classificação de aglomerados abertos de Robert Julius Trumpler, onde a classe I refere-se aos aglomerados mais densos e a classe IV aos menos densos; a classe 1 aos aglomerados com pouca diferença de brilho entre seus componentes e a classe 3 aos que tem grande diferença de brilho; e a classe p aos aglomerados pobres em estrelas, m para aglomerados com a quantidade de estrelas dentro da média e r para os ricos em estrelas. Contudo, pertence à classe III,2,p, segundo o Sky Catalogue 2000.0. É visualmente separada das outras estrelas ao seu redor e seu núcleo não é muito denso. A intensidade de brilho de suas estrelas variam moderadamente e é intermediariamente rico em estrelas.